# 陰圧性肺水腫

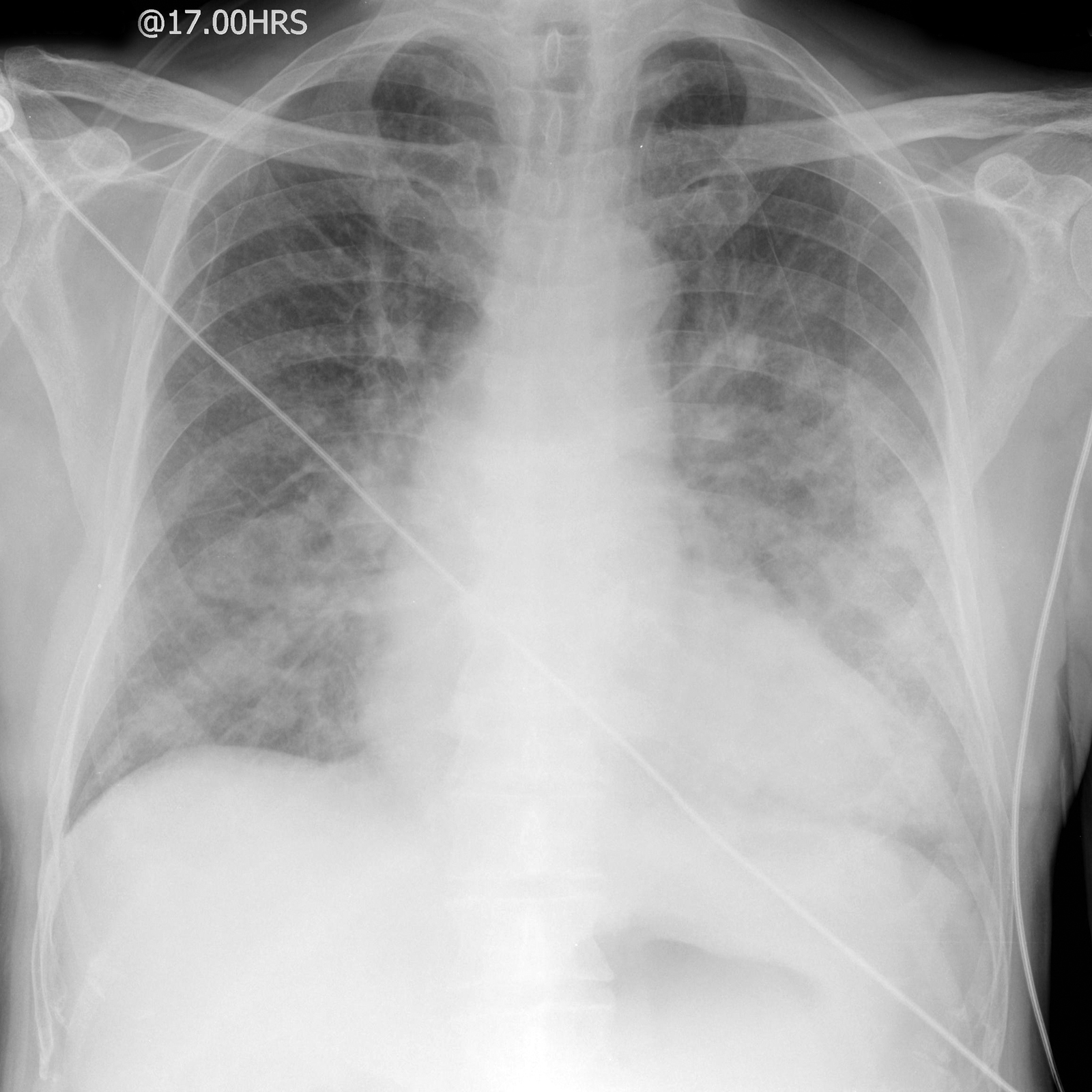
急性の肺水腫患者の前後方向胸部X線写真

陰圧性肺水腫（いんあつせいはいすいしゅ、Negative-pressure pulmonary edema: NPPE）は、別名: 閉塞後肺水腫（Postobstructive Pulmonary Edema）としても知られ、上気道の何らかの閉塞に対して吸気を試みた際に気道内に大きな陰圧が生じることから生じる病態である。成人で報告されているNPPEの最も一般的な原因は喉頭痙攣であり、小児で最も関与している原因は感染性クループおよび喉頭蓋炎である。上気道閉塞に対する吸気によって、気道に大きな陰圧が生じ、その結果、肺に分布する血管から肺胞に体液が引き込まれ、肺水腫と酸素交換能力の低下（低酸素血症）を引き起こす。NPPEの主な治療は集中治療室での対症療法であるが、介入しなければ致命的となる。

## 病態生理
NPPEは、上気道閉塞に対する吸気によって胸腔内に発生する著しい陰圧の結果として発症する。このような胸腔内の陰圧は、右心系への静脈供給を増加させると同時に（前負荷上昇）、左心系が全身に血液を供給するための抵抗を増加させる（後負荷上昇）。この大きな陰圧はまた、肺血管の外側の体液が血管腔に入る力の減少をもたらす。その結果、肺血管から低圧の血管外腔に移行する体液の量が増加する。通常、健常時には血管系から体液の流出があるが、これはリンパ系によって血管外腔から排出される量は越えず、血管外に体液が蓄積することはない。NPPEでは、過剰な体液の血管外への移動がリンパ系の能力を上回り、肺胞に体液が蓄積する（浮腫）。肺胞の構造は呼吸中のガス交換に重要であるため、NPPEの患者は体内の組織に十分な酸素を供給するのが困難となるのである。

## 原因
NPPEの原因には様々なものがあり、理論的にはどのような上気道閉塞でも起こりうる。成人では、抜管後の喉頭痙攣（声帯の不随意閉鎖）が最も頻度の高い原因であり、NPPEの全成人症例の約50％を占める。気管挿管後の喉頭痙攣の結果としてのNPPEの発生率は、0.1～3.0％と推定されている。小児では、NPPEの最も一般的な原因として報告されているのは、クループと喉頭蓋炎という、どちらも感染性のものである その他の原因としては、気管チューブの閉塞（患者がチューブをかむなど）、上気道を圧迫する腫瘍、異物による窒息、縊頚などが報告されている。興味深いことに、神経筋遮断薬（手術中に運動麻痺を起こす）の拮抗薬であるスガマデクスの使用も、NPPEの発生率の増加と関連している。
NPPEの発症に関連する危険因子には、男性、若年、強い心血管機能、頭頸部手術の既往などがある。

## 診断
NPPEの診断は基本的に除外診断である。患者が周術期に急性肺水腫を呈した場合、まず心臓の原因を除外しなければならない。これは心電図、心エコー、心筋酵素の測定などで可能である。迅速な介入を必要とし、最初に考慮すべき肺水腫のその他の原因には、輸液過多、脳損傷、アナフィラキシーなどがある。これらの鑑別を考慮する際、過剰輸液がなく、脳損傷を示唆する巣症状もなく、アレルギー反応の徴候もない場合は、NPPEを考慮してよい。肺水腫の状況における呼気性喘鳴（wheeze）および/または吸気性喘鳴（stridor）などの上気道閉塞を支持する臨床徴候からは、NPPEの診断が示唆される。

## 治療

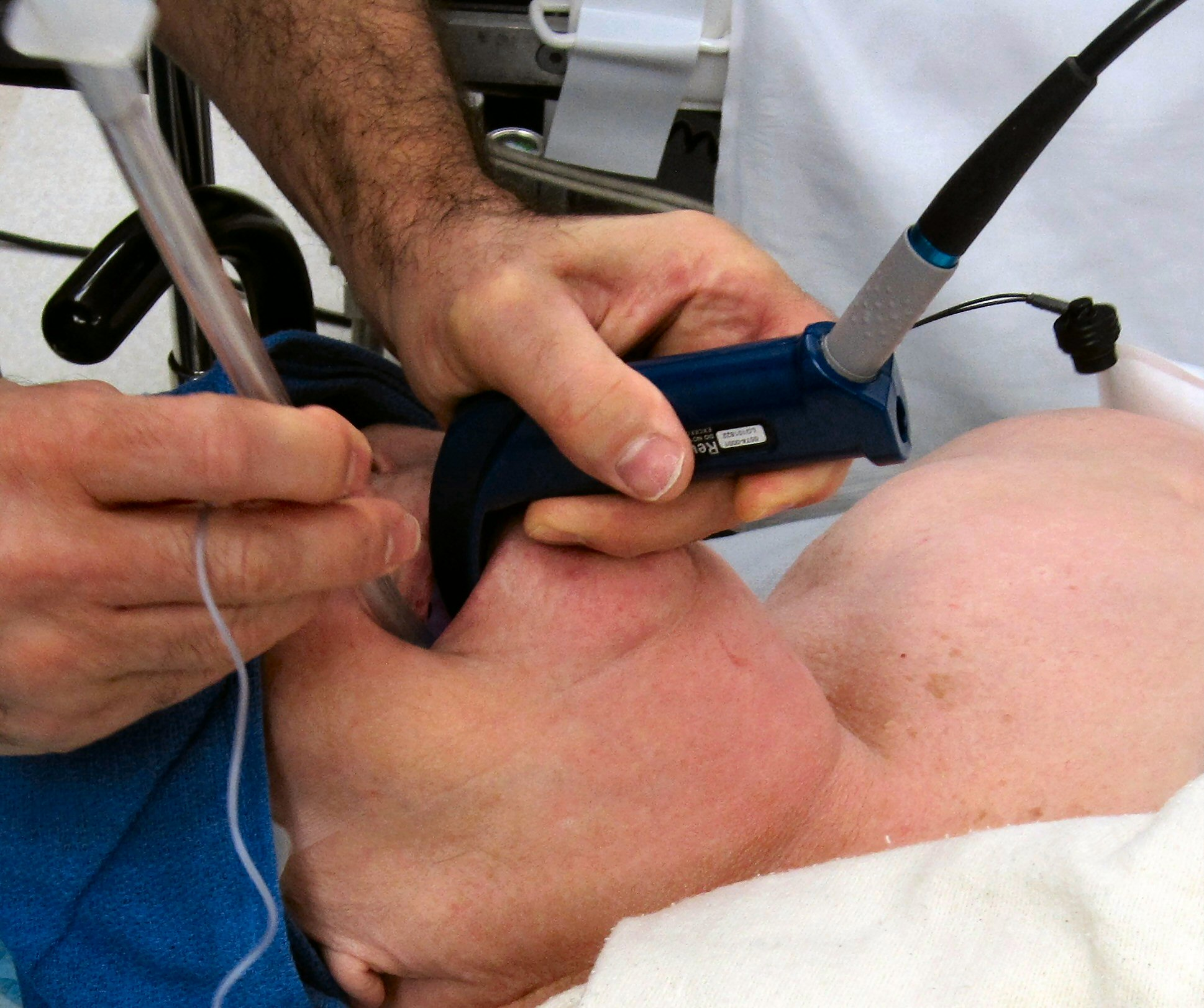
ビデオ喉頭鏡による気管挿管

NPPEは致死的となる可能性があり、有害な転帰を防ぐためには迅速な認識が重要である。治療の第一原則は、気道閉塞を緩和することである。最も一般的には、気管挿管を行う。これによって適切な気道確保が可能になり、酸素補給も容易になる。閉塞に起因する胸部陰圧を逆転させるために陽圧酸素投与が行われる。 気管内挿管が困難な場合や行えない場合は、陽圧換気を行うために外科的気道確保が必要になることがある。閉塞の原因が単に気管チューブの噛み込みである場合は、顎の筋肉収縮を防ぐために低用量のサクシニルコリンを投与するだけで治療が可能である。
閉塞の原因とその結果生じる陰圧に対処すれば、あとの管理は肺水腫を緩和する標準的な治療と同じである。